# Operación Berlín (Colombia)
La Operación Berlín fue una operación militar realizada por el Ejército Nacional de Colombia durante los diálogos de paz entre el gobierno de Andrés Pastrana y las FARC-EP. Esta tuvo lugar entre noviembre de 2000 y enero de 2001 en el Páramo de Berlín, ubicado entre los departamentos de Santander y Norte de Santander. Consistió en una serie de enfrentamientos con la columna móvil Arturto Ruiz de la guerrilla de las Fuerzas Armadas Revolucionarias de Colombia - Ejército del Pueblo  (FARC-EP). En la operación murieron 94 de personas, entre ellas 74 menores de edad que habían sido reclutados por la columna móvil Arturto Ruiz de las FARC-EP. En su momento el operativo se presentó como un triunfo contra el reclutamiento forzado de menores por la guerrilla, pero con el paso de los años se han documentado ante la Jurisdicción Especial de Paz (JEP) evidencias de que el Ejército Nacional habría cometido crímenes de guerra en contra de los menores.

## Antecedentes
El Frente Arturto Ruiz fue uno de los cinco frentes creados por las FARC-EP en la zona de despeje de San Vicente del Caguán. Según la organización de derechos humanos Human Rights Watch (HRW), de los 400 combatientes que tenía esa columna móvil, por lo menos 150 eran menores de edad. El objetivo del Arturo Ruiz era recuperar espacios militares y políticos en el Magdalena Medio.
A finales del año 2000 el comandante del Bloque Oriental de las FARC-EP, alias Mono Jojoy, dio la orden de que parte del Frente Arturo Ruiz se desplazar al Magdalena Medio dando un largo rodeo por varios departamentos en el que ya había presencia de las Farc. También sacó 350 guerrilleros de los frentes 40, 43, 44 y 67 para que acompañaran a esa columna móvil. Aunque se desconoce la cifra exacta, en el grupo resultante había por lo menos 250 menores de edad reclutados por las FARC-EP en los departamentos de Guaviare, Meta y Putumayo. Las Farc querían que ese grupo fuera el semillero del resto del frente, comandado por Israel Martínez, alias Rogelio.
Por motivos estratégicos Rogelio tenía orden de no atacar y de esquivar a la fuerza pública. De ahí el desplazamiento en forma de U que el grupo realizó en el mapa de Colombia en una travesía que comenzó a finales de julio de 2002 y que pasó por los departamentos de Meta, Vichada, Arauca, Boyacá y Norte de Santander, donde en noviembre del mismo año se registraron los combates que recibieron el nombre de Operación Berlín.

## Los combates
El 16 de noviembre, la vanguardia de 240 guerrilleros logró burlar el cerco del Ejército Nacional. El mismo día, sin embargo, un menor que logró escapar del Frente Arturo Ruiz buscó ayuda entre los miembros de la Quinta Brigada del Ejército Nacional en Silos y también les suministró información sobre armamentos y recientes desplazamientos de las FARC-EP en la zona. También le comunicó al Ejército Nacional que la mayoría de los miembros de la columna eran menores de edad reclutados contra su voluntad. El 18 de noviembre, el general Martín Orlando Carreño de la Quinta Brigada emitió la orden de operaciones 046 con base en los datos suministrados por el desertor. Esta orden de guerra consistía en bloquear la avanzada guerrillera que se dirigía hacia Santander e incluyó helicópteros y varios batallones. En la madrugada del 26 de noviembre se registró el primer combate de la Operación Berlín en un sitio conocido como Filo Turbay.
Varios helicópteros sobrevolaban el corregimiento de Angosturas en el municipio de California y lanzaron panfletos invitando a rendirse a los guerrilleros. El helicóptero en donde viajaba el comandante de la V Brigada recibió 16 tiros de fusil. El 15 de diciembre fue capturado alias "Negro Luis", y el 20 fue murió en un intenso combate "Milton o El Burro". Rogelio y otros cincuenta guerrilleros sobrevivieron y escaparan al ataque. Los combates se prolongaron hasta enero de 2001.

## Consecuencias
Según la Unidad para las Víctimas, los combates dejaron 100 guerrilleros muertos y 90 capturados, de los cuales 72 eran menores de edad. Según el Ejército, mientras que en sus filas hubo cuatro bajas los muertos de la guerrilla fueron 46, de los cuales 20 eran menores de edad, y que el número de desertores fue de 32 (todos menores de edad).
A su vez, el Ejército Nacional decomisó 22 000 cartuchos, 78 millones de pesos, 43 granadas de mano, 211 equipos de campaña, 130 fusiles, 26 granadas de mortero y 2 ametralladoras. De esa forma la operación evitó que las FARC-EP se fortalecieran en el sitio estratégico del Catatumbo Según el Ejército, las FARC-EP habrían invertido mil millones de pesos.
Tras la Operación Berlín el número de desplazados en la zona se disparó. Según el Registro Único de Víctimas, mientras que en 1999 hubo 33 desplazamientos forzados, en 2000 y 2001 se registraron respectivamente 433 y 442 casos de ese delito. Es decir, el 42 por ciento de los desplazamientos forzados en ese municipio durante las últimas tres décadas. 
A su vez, el impacto psicosocial de la Operación Berlín llevó a que la Unidad de Víctimas diera una reparación colectiva a los habitantes de los corregimientos de Turbay y El Mohán, que se convirtieron en pueblos fantasma.
Por cuenta del reclutamiento forzado de menores del frente, la Fiscalía condenó a diecinueve 19 miembros de las FARC-EP por reclutamiento forzado entre 1998 y 2010, incluyendo las primeras imputaciones por crímenes de guerra contra el Estado Mayor de las FARC-EP.
En un principio el gobierno celebró la Operación Berlín. En 2000, el general Jorge Enrique Mora (entonces comandante del Ejército Nacional) calificó sus resultados como "los mejores desde lo militar y seguridad". El 13 de febrero de 2001, el presidente Andrés Pastrana condecoró por la Operación Berlín a un grupo de oficiales y suboficiales.
Dos décadas después, la Unidad para las Víctimas dijo que la Operación Berlín se hizo "sobre la base de múltiples violaciones de derechos humanos e infracciones al Derecho Internacional Humanitario. Muchos fueron desplazados de sus tierras, señalados de ser auxiliadores de la guerrilla, otros vieron como sus pertenencias, labradas por años, fueron destruidas por las bombas".
En 2021, según testimonios, documentos oficiales y reservados en poder de la JEP, el Ejército Nacional tenía información de que entre el 70 y el 80 por ciento de la columna estaba compuesta por menores de edad sin entrenamiento. Además, esa entidad estableció que la columna Arturo Ruiz tenía orden de no atacar a la fuerza pública.
Los documentos recopilados por la JEP recogen también testimonios de niños que vieron salir a sus compañeros con los brazos en alto, y que sin embargo fueron fusilados. A su vez, varios cadáveres de menores fueron presentados como si fueran de adultos. Y a eso se suman indicios que hubo orden en el Ejército de no dejar a ningún adversario con vida.